# Haval Cool Dog
Haval Cool Dog (Haval Kugou, Haval H3) — компактный внедорожный кроссовер, выпускаемый с 2022 года компанией Haval — внедорожным подразделением Great Wall Motors.

## История

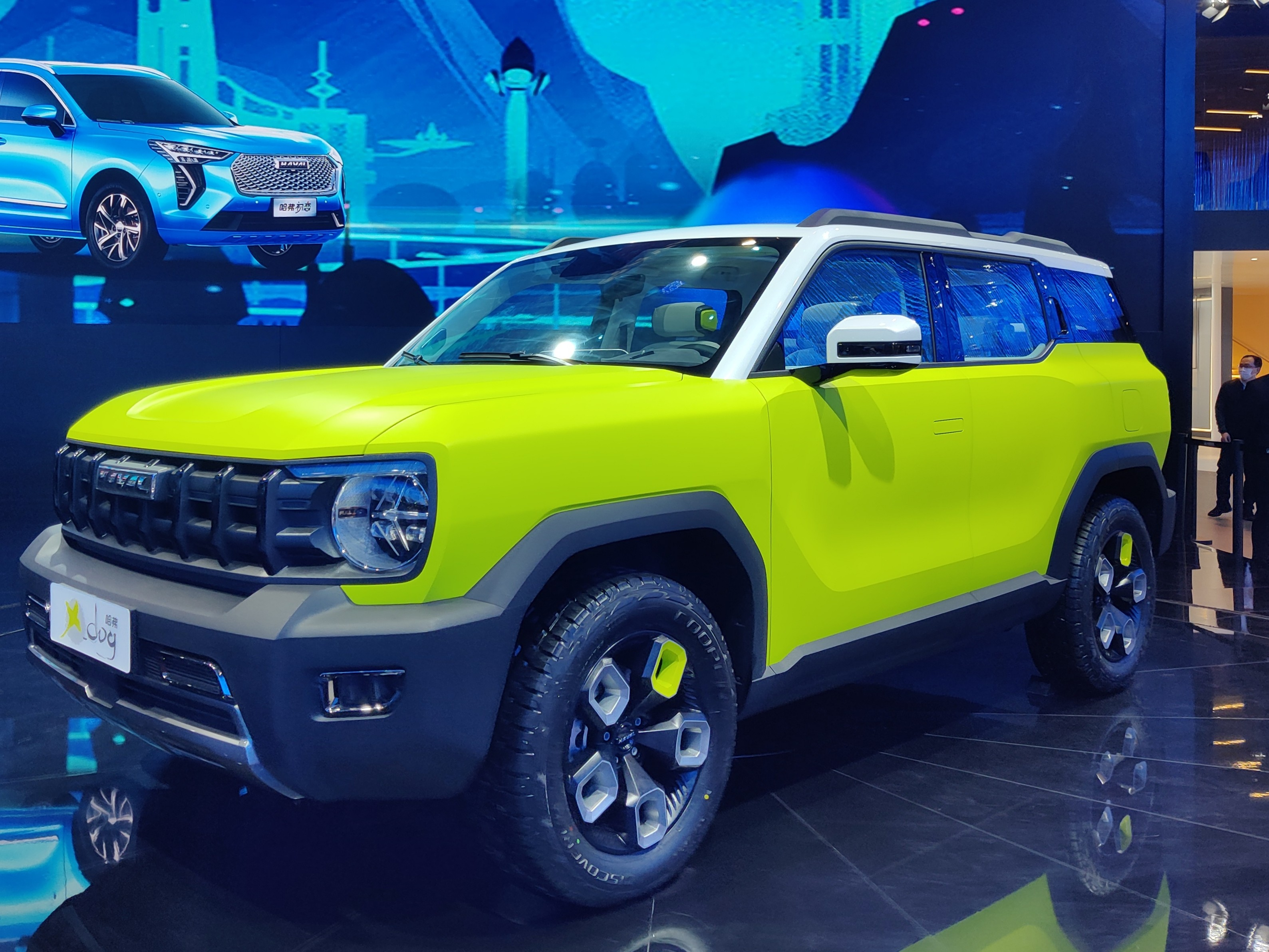
Haval X-Dog Concept на автосалоне в Шанхае, 2021 год

21 апреля 2021 года в Автосалоне в Шанхае был представлен концепт-кар X Dog. Патентные права были оформлены в августе 2021 года, а в октябре того же года появился первый предсерийный экземпляр.
На внутренний рынок Китая модель вышла в августе 2022 года.. Цена в Китае: 123.800 — 149.800 юаней (1.582.000 — 1.914.000 руб.), однако, продажи за 2022 год — 8967 единиц, за 2023 год — лишь 1586 единиц.

### На рынке России
В Россию автомобиль официально не поставлялся, но с 2023 года был доступен по схеме параллельного импорта у «серых» дилеров., за машину просили 2,6-2,7 млн рублей.
Весной 2024 года модель была представлена официально под названием Haval H3, в модельном ряду занимая место между Jolion и F7, в продажу поступил в мае по ценам 2 млн 599 тыс. — 3 млн 099 тыс. рублей.

## Описание
Габариты: 4520 мм в длину, 1875 мм в ширину и 1745 мм в высоту при колесной базе 2710 мм. Дорожный просвет — ~191 мм.
Передняя подвеска типа МакФерсон, задняя — независимая многорычажная. Два типа привода — передний и полный. Двигатель один — 1,5-литровый бензиновый мотор с турбонаддувом, но для переднеприводной версии мощностью 143 л. с. и крутящим моментом 210 Нм, а для полноприводной версии — 177 л. с. с крутящим моментом 270 Нм. Работает в паре с 7-ступенчатой роботизированной трансмиссией.
На приборной панели присутствует 12,3-дюймовый экран мультимедийной системы. Также в салоне присутствует 18-динамиковый аудиокомплекс JVC.

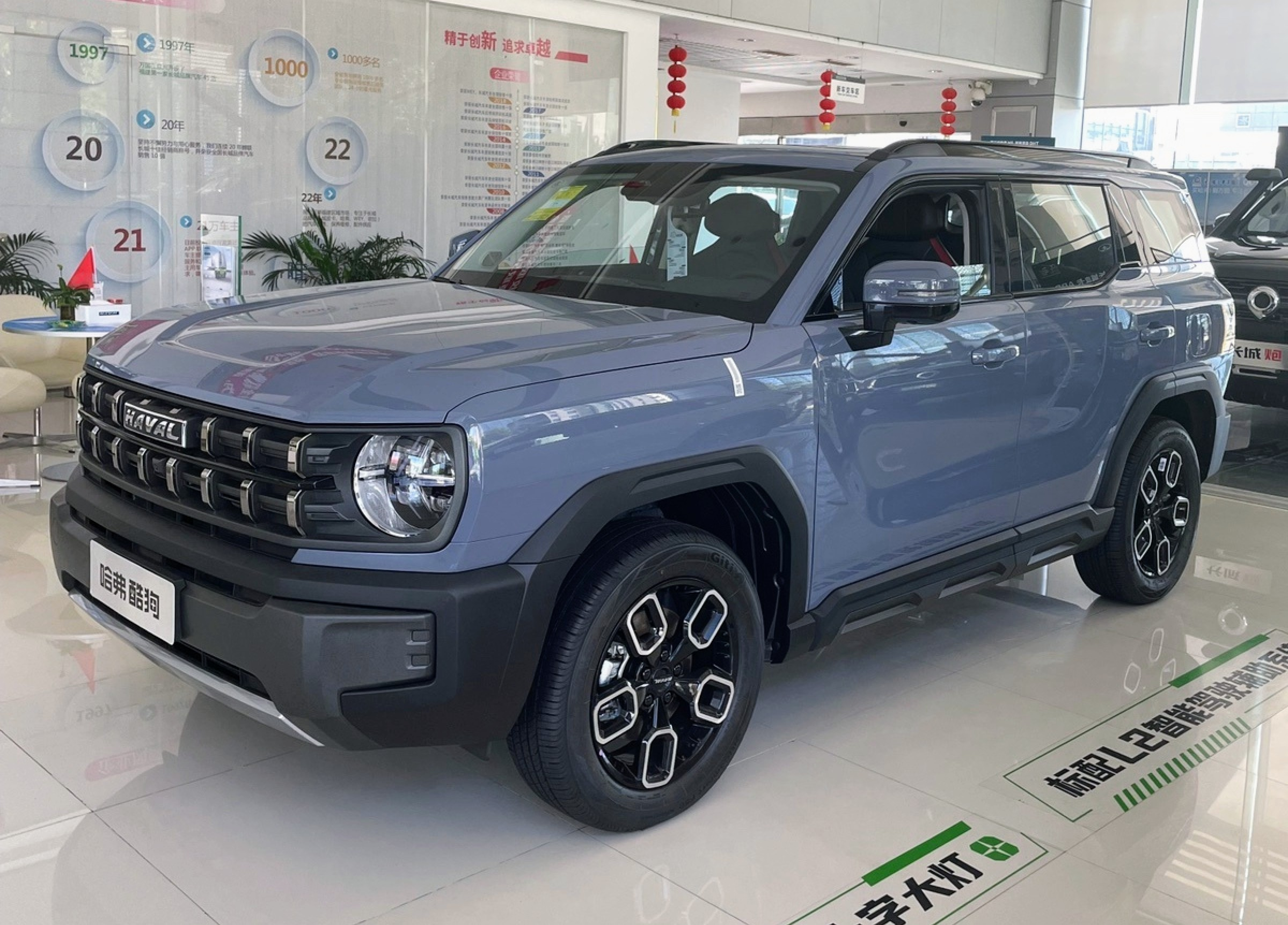
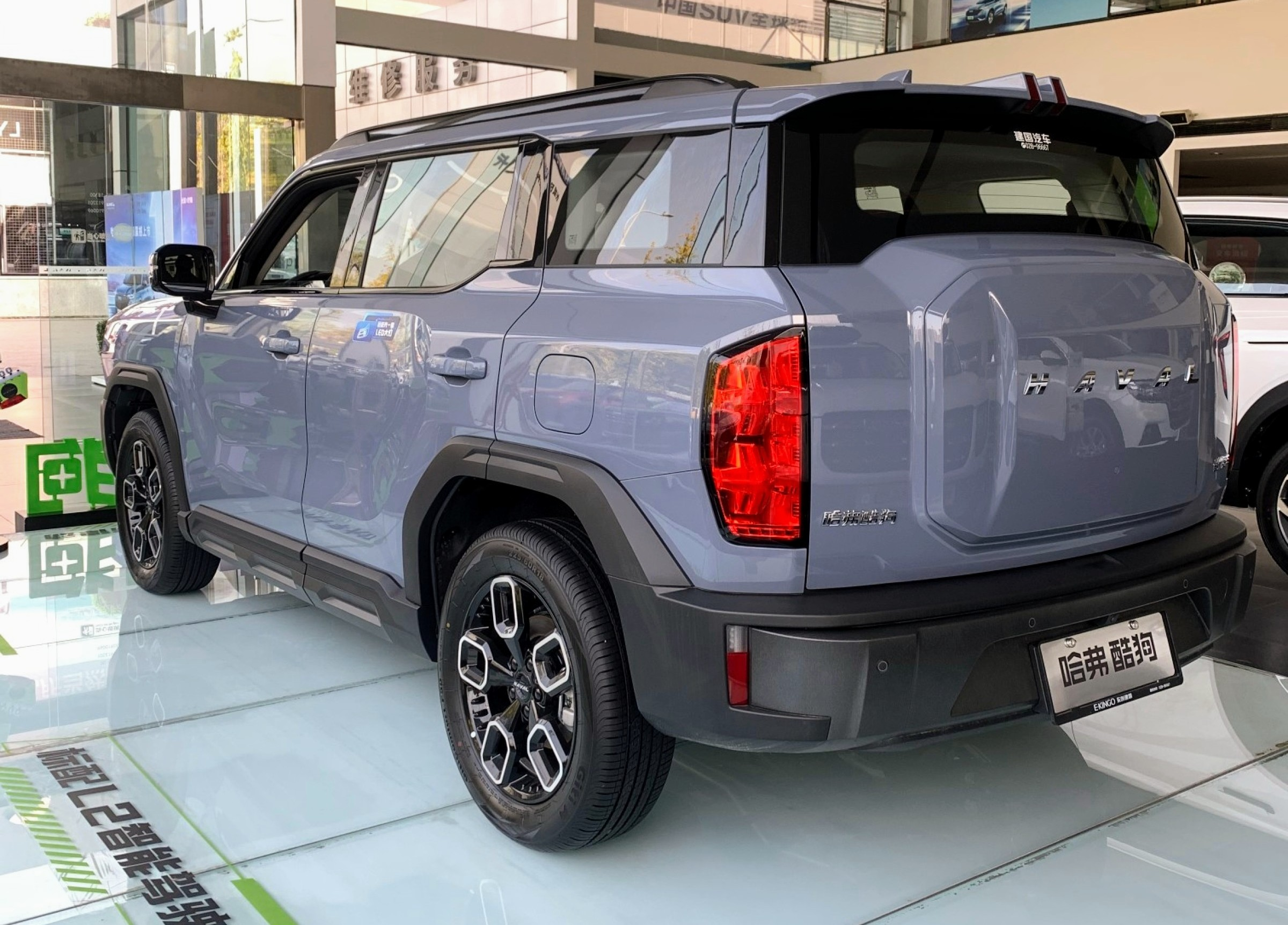